# Matria
Matria est un film espagnol réalisé par Álvaro Gago (es) sorti en 2023.

## Fiche technique
- Titre : Matria
- Réalisation : Álvaro Gago (es)
- Scénario : Álvaro Gago
- Production : Emilia Fort, Daniel Froiz
- Musique : Patricia Cadaveira, Marcel Pascual
- Durée : 99 minutes
- Langue : Espagnol
  - Genre : Drame
- Dates de sortie :
  - Allemagne : 17 février 2023 (Festival international du film de Berlin)
  - Espagne : 11 mars 2023 (Festival du film de Malaga), 24 mars 2023
  - France : 3 juillet 2024

## Distribution
- María Vázquez (en) : Ramona
- Santi Prego : Andrés
- Tatán : Xosé
- Susana Sampedro : Carme
- Soraya Luaces : Estrella
- Silvia Romaus : María
- Xosé Manuel Esperante : Aurelio
- Josito Porto : Sito
- Lidia Veiga : Employé du magasin de téléphonie
- Isabel Naveira : Mila
- Ángel Abal : Tino
- Sergio Baleirón : Noé
- Ana Domínguez : Teresa
- Pablo Aguilar : Óscar
- Quinita Domínguez : Quinita
- Antonio Rey : Vicente
- Carmen Barroso : Francisca
- Manola Iglesias : Manola
- Sonia Domínguez : Begoña
- Sandra Oubiña : Sandra
- Soraya Mesías : Soraya
- Lucía Fernández : Dolores
- David Baños : Pepe

## Récompenses

### Prix
- Biznaga d'argent de la meilleure actrice pour María Vázquez (en) au festival du cinéma espagnol de Malaga 2023[1]
- Prix spécial du jury (catégorie Ibero-American) Festival international du film de Seattle[1]

### Nominations
- Goyas 38e cérémonie de la meilleure actrice pour María Vázquez (en)[1]
- Goyas 38e cérémonie du meilleur nouveau réalisateur pour Álvaro Gago (es)[1]
- Prix Feroz 11e cérémonie de la meilleure actrice pour María Vázquez (en)[1]
- Grand prix Festival international du film de Saint-Jean-de-Luz[1]

## Accueil
Pour Télérama, Matria est « un beau portrait de femme dans une Galice sinistrée » et « Un premier film dénué de misérabilisme, à la mise en scène fébrile et rageuse ».
Pour Libération, Álvaro Gago « construit son premier film à partir du souffle de sa protagoniste, une mère courage usée par son quotidien dans un bourg portuaire de Galice. ».
Pour La Vie Ouvrière, Matria est un « un film coup de poing bouleversant de sincérité ».
Matria reçoit un accueil positif, le site Allociné lui donne une moyenne de 3,3/5 pour 12 titres de presse.